# Múndhir (nom)
Múndhir és un nom masculí àrab (àrab: منذر, Munḏir) que literalment significa ‘que adverteix’, ‘que avisa’, ‘monitor’. Molt sovint s'empra precedit de l'article, al-Múndhir, ‘el que adverteix’, ‘el que avisa’, ‘el montitor’. Si bé Múndhir és la transcripció normativa en català del nom en àrab clàssic, també se'l pot trobar transcrit Mundhir, Mondher, Mundir, Munther… Aquest nom també el duen molts musulmans no arabòfons que l'han adaptat a les característiques fòniques i gràfiques de la seva llengua.
Vegeu aquí personatges i llocs que duen aquest nom sense article i aquí personatges que duen aquest nom amb l'article.